# Кузьмин, Фёдор Сергеевич
Фёдор Сергеевич Кузьмин (род. 17 апреля 1983 года в г. Рыбинске) — российский игрок в настольный теннис. Серебряный призер чемпионата Европы 2007 года в смешанном разряде (в паре с Оксаной Фадеевой) и бронзовый призёр чемпионата Европы 2009 года в одиночном разряде. Неоднократный чемпион России. Участник Летних Олимпийских игр 2008 года в Пекине. Мастер спорта России международного класса.
В настольный теннис начал играть в возрасте 5 лет. Первый тренер — И. Ю. Боркова.
Самой высокой позицией в мировом рейтинге ITTF было 30-е место в апреле 2005 года.
Фёдор Кузьмин спонсируется фирмой «Butterfly», использует основание Timo Boll ALC  (ручка прямая), накладки справа Butterfly Tenergy 05 чёрная, слева Butterfly Tenergy 05 красная.